# Закон Божий (Слободской)
Зако́н Бо́жий: для семьи́ и шко́лы (рус. дореф. Зако́нъ Бо́жій: для семьи и школы; англ. The Law of God: For Study at Home and School) — православный иллюстрированный учебник по одноимённой дисциплине, написанный на русском языке в дореформенной орфографии протоиереем Русской православной церкви заграницей Серафимом Слободским и изданный впервые в 1957 году в США в типографии Иова Почаевского в Джорданвилле.
За свой труд по подготовке «Закона Божьего» Серафим Слободской был награждён камилавкой и золотым крестом вне очереди.

## Содержание и значение книги
Книга состоит из пяти частей:
1. Основные понятия православной веры.
2. Главные молитвы.
3. Пересказ Ветхого и Нового Завета.
4. Символ веры, догматы, заповеди и таинства.
5. Устройство храма и богослужения.

Книга рассчитана на короткий, но ёмкий по содержанию курс. Серафим Слободской писал в предисловии: «необходимо избегать рассказывать Закон Божий в форме наивной сказки… ибо ребенок и поймет его, как сказку… У самих детей, растущих в современных условиях и развивающихся быстрее обычного, часто возникают самые серьезные и мучительные вопросы… Все эти обстоятельства выдвигают первостепенную задачу — дать в руки не только детям в церковной школе, но и самим родителям и воспитателям… школу Закона Божия. Для этого, как показывает практика, необходимо дать одну книгу, заключающую в себе все основы христианской веры и жизни». В учебнике приведены объяснения основных понятий: Бог, Священное Писание и Предание, Вселенские Соборы, молитва, таинства и другие. Помимо этого в книге помещены главные молитвы с комментариями автора, пересказы с беседами мест из Ветхого и Нового Завета. Последняя часть включает в себя сведения о устройстве храма и богослужении. Автор настаивал на точности в передаче текста Священного Писания, например, указывал на условность понятия «дни» в рассказе о сотворении мира и ставил его в кавычки. В книге представлена апологетика, в главе «Современные ученые и вера в Бога» собраны мнения отдельных ученых о религии.
Автор сам преподавал Закон Божий детям в эмиграции, в Америке, и в полной мере перенёс свой педагогический опыт на страницы своей книги. Учебник стал классическим и основным для воскресных и церковных общеобразовательных школ, по которому учатся не только дети, но и взрослые. «Закон Божий» широко используется для экзаменационных вопросов для абитуриентов, поступающих в духовные училища, регентские классы и семинарии Русской Православной Церкви.
Почти все иллюстрации и иконы в книге были написаны автором текста, и он же сам их расположил так, чтобы они дополняли текст. На иллюстрациях в книге изображена молящаяся семья, это его собственная семья: жена — матушка Ёлочка (Елена), дочка Татьяна и сын Алексей, стоящие перед иконами в домашней молитве, а затем и в храме в Наяке.

## Написание книги и её распространение
Алексей Слободской, отец Серафима ещё в России сказал: «Россия — это такая большая страна и не нашлось никого, кто-бы составил хороший учебник Закона Божия». Эти слова запали глубоко в душу о. Серафима. Будучи в Германии после войны, где собралось много русских, Серафим Алексеевич, видя в молодёжи, которая выросла в советских условиях, духовную жажду, создал молодежный духовный кружок. <…> Вот тогда, ещё не будучи священником, он и приступул к делу составления учебника. Для своей новорождённой Тани, он иллюстрировал в красках и написал от руки первый том „Закона Божия“ под названием „Божий Мир“. Его первоначальная идея была написать красочный многотомный „Закон Божий“. Уже позже, будучи в Америке, о. Серафим решил издать его однотомным, в том виде, в котором теперь существует. После его назначения на наякский приход в 1953-м году, о. Серафим продолжал работать над своим учебником, хотя у него были другие многочисленные обязанности — приход, школа, семья, строительство церкви. Весь огромный жизненный опыт батюшки, а также и чтение и изучение творчества святых отцов и духовных писателей дали ему основу для этого великого труда. Он часто писал „Закон Божий“ по ночам, так как было столько много дел с приходом. Кроме того, ночью его не беспокоили телефонные звонки. И вот, когда оставалось время для отдыха, отец Серафим не отдыхал, а писал „Закон Божий“. О. Серафим не только писал текст, он сам его иллюстрировал. Со своим художественным глазом и чутким педагогическим пониманием, он считал важным, чтобы на каждой странице была иллюстрация, и каждую часть книги он тшательно обдумывал. Кроме многих икон святых и праздников, он сам рисовал все заголовки, церковную утварь, части храма, и карты <…> Он часто ездил в Свято-Троицкий монастырь, где печаталась книга, много часов сам работал в типографии, набирал клише, сам за это платил, и делал всё, что мог, чтобы помочь с изданием своей книги и ускорить выпуск. Он никогда не просил денежного вознаграждения за свой труд. Он настаивал на том, чтобы его книга продавалась по низкой цене, чтобы быть доступным всем».
Второе издание, исправленное и дополненное, было напечатано в 1967 году. Третье издание было напечатано в 1973 году. Четвертое издание было напечатано в 1987 году. Всего книга «Закон Божий» выдержала шесть изданий в типографии Иова Почаевского, и продолжает продаваться зарубежом и по всему миру. Попав в Советский Союз в 1970-х годах, она сначала передавалась из рук в руки, а иногда этот том даже переписывался вручную. Некоторые начали издавать подпольно самиздатом, а Свято-Троицкий монастырь из третьего и четвертого изданий бесплатно посылал множество книг в Россию. Многие зарубежники, когда впервые в 1970-х годах начали путешествовать по Советскому Союзу, везли «Закон Божий» в своих чемоданах. Иногда эти книги отбирались на таможне, были достоверные сведения, что эти же книги проникали в страну и далее распространялись.
С конца 1980-х годов книгу начали печатать в СССР, а затем и в РФ, на Украине и в Белоруссии. Несмотря на обилие учебников «Закон Божий» других авторов наиболее популярным и употребительным остается учебник Серафима Слободского, выдержавший большое количество переизданий в России, где он был издан более 70 раз. Однако только в 2009 году было осуществлено первое издание с соблюдением авторских прав: Издательство Московской Патриархии заключило договор с сыном автора Александром Слободским. Суммарный тираж книги составил — несколько миллионов экземпляров.

## Переводы
Книга была переведена на английский язык Сьюзан Прайс в 1992 году и издана в 1993 году в Джорданвилле под названием «The Law of God: For Study at Home and School».
Книга была переведена на украинский язык — «Закон Божий: підручник для сім'ї та школи» и издана в 1996 году (переводчик Александр Иванович Кислюк). В 2000 году было напечатано второе издание. В 2003 году «Закон Божий» был издан Украинской православною церковью Киевского патриархата. В 2003 году в книге на украинском языке указано третье издание под редакцией патриарха Филарета (Денисенко) и с предисловием Дмитрия (Рудюка); книга была напечатана тиражом 100 000 экземпляров, авторское предисловие и сама книга были переделаны, на самой книге был поставлен копирайт УКП-КП, а вставки и сокращения никак не были оговорены. Данное издание вызвало критику в РПЦЗ. Архиепископ Берлинский и Германский Марк (Арндт) высказался по поводу издания на украинском языке книги Киевским патриархатом в 2003 году следующим образом: «Нужно сказать, что книга перепечатывалась во многих странах без всякого разрешения. И всегда наш Первоиерарх владыка Лавр говорил: „Слава Богу, что православные люди используют во благо труд покойного“. Но, то, что издано УПЦ-КП в Украине, где в труд отца Серафима введены хулящие Церковь вставки и портреты отлученного от Церкви человека — однозначно, криминальное дело». Протоиерей Николай Артёмов писал: «Вместо пяти страниц изъятых Издательским отделом УПЦ-КП, вставлена целая часть под названием „Украiнська Православна Церква“, занимающая страницы 350 по 442, то есть одну седьмую часть всей книги. Вставка, согласно издателям, взята „з наших пiдручникiв“, то есть автокефалистских учебников. Издатели взявшие себе право не соглашаться с некоторыми мыслями прот. С. Слободского (не указывая какими), однако, не предоставляют автору книги никаких прав, лишают его в том числе и права не согласиться с начинкой его книгии разными историческими экскурсами. <…> Издательский отдел УПЦ-КП не имел никакого права по-своему партийному вкусу „дополнять“, пусть и очень приглядевшуюся ему чужую книгу. <…> В целом в этом издании тщательно скрывается источник текста „Закона Божия“. Отсюда ясно: мы имеем дело с сознательной подтасовкой. Расчет столь разбойнической издательской деятельности очевиден: пользуясь авторитетным учебником „Закона Божия“, но скрыв его происхождение, разрекламировать „свою“ УПЦ-КП. Рекламный замысел проступает ярко и в том, что во вставленной части больше цветных фотографий руководителя УПЦ-КП (всего — 23 шт.), чем во всей книге цветных иллюстраций икон Христа Спасителя (их всего 16 шт.)». Книга на украинском издавалась в 2004.
28 января 2012 года «Закон Божий» был издан на тайском языке — «พระบัญญัติ แห่งพระเจา». Почти трёхлетний труд по переводу выполнили: иерей Данай (Даниил) Ванна, первый православный священник-таец, закончивший полный курс Санкт-Петербургской духовной семинарии; Напатра Апхичатапхонг — бывший официальный переводчик с английского языка Парламента Таиланда; Йингсак Сатсен, специалист по русскому языку. Общую редакцию издания выполнил представитель Русской Православной Церкви в Таиланде архимандрит Олег (Черепанин).
В 2016 году «Закон Божий» был издан на лаосском языке — «ພຣະປັນຍັດລອງ ພຣະເຈົ້າ». Его осуществил диакон Николаевского собора Бангкока Тонгхам (Антоний) Пхиасаявонг, первый коренной лаосец, ставший православным священнослужителем и закончивший полный курс Санкт-Петербургской духовной семинарии; переводческая работа длилась почти два года. Общая редакция издания была осуществлена руководителем Представительства архимандритом Олегом (Черепаниным). Организационное, техническое и финансовое обеспечение взял на себя Фонд Православной Церкви в Таиланде. Книга издана тиражом 500 экземпляров.
Оба перевода, как на тайский, так и на лаосский языки, книги «Закон Божий» протоиерея Серафима Слободского были проведены согласно пожеланию и благословению Патриарха Московского и всея Руси Кирилла.
В 2016 и в 2017 годах первая и вторая части книги были переведены на немецкий язык — «Gesetz Gottes: Unterweisung im orthodoxen Glauben für Familie, Schule und Katechese», их перевёл Александр Ахцигер (нем. Alexander Achziger), однако некоторые аспекты были изменены, дополнены и адаптированы к немецкому образу жизни.
Книга была переведена на испанский язык — «La Ley de Dios», в 2021 году было напечатано второе издание. Авторы перевода: Эстебан Йованивич (исп. Esteban Jovanivich) и священник РПЦЗ(А) Александр Валентинович Ивашевич (исп. Alejandro Iwaszewicz).
Осуществлён перевод книги на сербский язык — «Закон Божији је комплетан уџбеник веронауке». По сравнению с оригинальным изданием на русском языке, были внесены два изменения. Вместо главы «Крещение Руси» из главы «Священная история Нового Завета» была введена глава «Крещение Сербии». Также опущена глава «О колоколах и русском православном звоне» из главы «О Богослужении Православной Церкви», так как эта глава содержит особенности, связанные с Русской православной церковью.

## Отзывы
Архиепископ Сиракузский и Троицкий Аверкий, настоятель Свято-Троицкого монастыря в Джоржданвилле и ректор Свято-Троицкой духовной семинарии при нём следующим образом оценил книгу:
И, наконец, необходимо отметить еще один, подлинно «памятник нерукотворный», который оставил по себе наш дорогой почивший. Это – замечательный учебник под названием: «Закон Божий», с усердием и любовью им самим иллюстрированный. Он напечатан у нас в Св.-Троицком монастыре и вышел уже вторым изданием, значительно улучшенном и дополненном, так как первое издание необыкновенно быстро разошлось. Но это не просто только учебник Закона Божия для детей, обучающихся в школах, – это – настоящая энциклопедия богословских наук и для взрослых, которые – увы! – в наше время так часто очень-очень мало или даже совсем ничего не знают о нашей святой вере и Церкви. Эта книга – для них неоценимое пособие! И эта книга непременно должна быть настольной книгой в каждой семье после Евангелия.
Патриарх Московский и всея Руси Алексий II следующим образом оценил книгу:
Духовная литература, издававшаяся Русской Зарубежной Церковью проникала в Россию, хотя и в ограниченных количествах, даже во времена «железного занавеса». И это была очень ценная помощь. А потом пришли иные времена, и созданное в Зарубежье наследие переиздали в России огромными тиражами — достаточно упомянуть «Закон Божий» протоиерея Серафима Слободского, по которому у нас учились и учатся в воскресных школах сотни тысяч, если не миллионы детей, а юноши по этой книге готовятся к поступлению в семинарию.